# Galeolaria gemineoa
Galeolaria gemineoa är en ringmaskart som beskrevs av Halt, Kupriyanova, Cooper och Rouse 2009. Galeolaria gemineoa ingår i släktet Galeolaria och familjen Serpulidae. Inga underarter finns listade i Catalogue of Life.